# Doçu
Doçu, Adoçu, Doçu-Bogueçá é um vodum cultuado no tambor de mina, terecô e babaçuê. É um vodum jovem e alegre, amante da boemia e compositor de poemas. Na Casa das Minas, conhecida pela ortodoxia no culto dos voduns, integra a família de Davice, que congrega os antigos membros da casa real de Daomé. Em cultos mais heterodoxos, no entanto, há uma associação entre Doçu e Gu, vodum ligado ao fogo. Junto a seus irmãos Bedigá e Zomadono, é sincretizado a um dos santos reis do oriente, sendo celebrados em conjunto no dia 06 de janeiro.